# アルセノベタイン
アルセノベタイン(Arsenobetaine)は、有機ヒ素化合物であり、魚類に含まれるヒ素の主要な形態である。ベタインとして知られるトリメチルグリシンのヒ素アナログである。その生化学、生合成は、コリン及びベタインと似ている。
アルセノベタインは、海洋生態系に一般的な物質であり、トリメチルヒ素等の他の多くの有機ヒ素化合物とは異なり、比較的毒性がない。
海産の魚類が有機ヒ素化合物を含むことは1920年から知られていたが、そのほとんどがアルセノベタインであることが同定されたのは、1977年になってからだった。

## 安全性
亜ヒ酸のマウスでの半数致死量は34.5 mg/kgであるが、アルセノベタインでは10 g/kgを超える

## 関連文献
- Craig, P. J. (2003). Organometallic Compounds in the Environment (2nd ed.). Chichester: John Wiley and Sons. pp. 415. ISBN 978-0-471-89993-8。